# فرانك هارت (عالم حاسوب)
فرانك هارت (بالإنجليزية: Frank Heart) هو عالم حاسوب أمريكي، ولد في 15 مايو 1929 في نيويورك في الولايات المتحدة، وتوفي في 24 يونيو 2018 في ليكسينغتون في الولايات المتحدة بسبب ورم ميلانيني.